# دوازده قدم

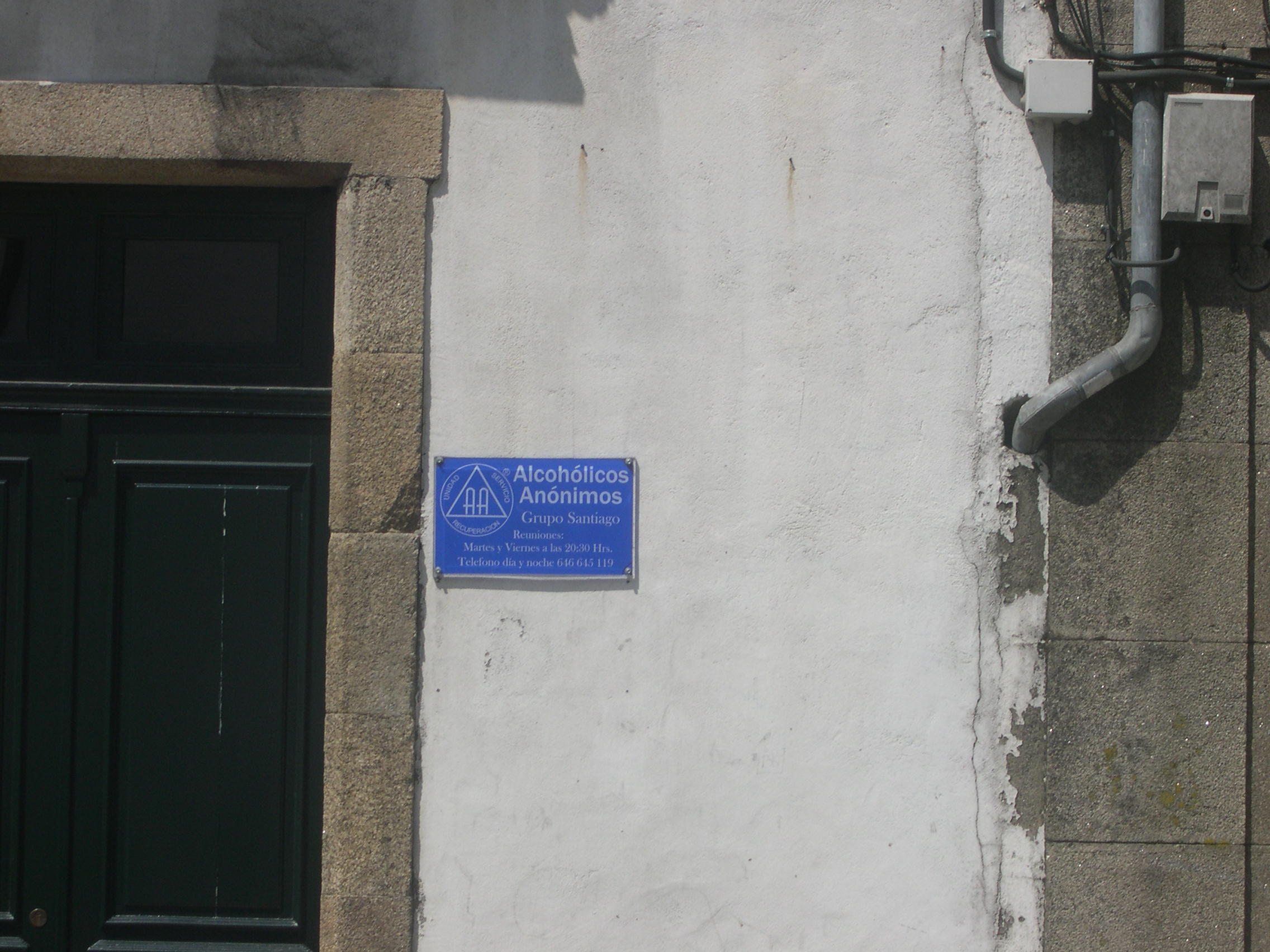
ورودی محل الکلی های گمنام در سانتیاگو د کامپوستلا ، اسپانیا

۱۲دوازده قدم برنامه‌ای متشکل از مجموعه‌ای از اصول راهنماست که برای بهبودی از اعتیاد، وسواس‌های رفتاری و دیگر مشکلات رفتاری به‌کار می‌رود.
دوازده قدم طریقتی با جهت‌گیری روحانی است که بر پایه اقرار به عجز شخصی و پذیرش کمک یک نیروی برتر بنا شده‌است. این برنامه نخست در انجمن الکلی‌های گمنام ایجاد شد و در سال ۱۹۳۹ در کتاب بزرگ الکلی‌های گمنام منتشر شد. در ۱۹۵۳ معتادان گمنام و پس از آن انجمن‌های مشابه دیگری با مبنا قرار دادن این اصول تشکیل شدند. اساس و زیربنای همه برنامه های ۱۲ قدمی در اصل همان برنامه ۱۲ قدم الکلی‌های گمنام است. 

## تاریخچه ۱۲ قدم

### کشف قدم اول
بیل ویلسون یکی از بنیان‌گذاران انجمن الکلی‌های گمنام، در سال ۱۹۳۵ میلادی زندگی و شغل خود را در منطقهٔ وال استریت نیویورک، که عمده‌ترین مرکز تجاری آمریکا و جهان به‌شمار می‌رود، به‌علت اعتیاد به الکل بر باد داد. وی چند سال پیش از آن‌که اعتیاد خود به الکل را ترک کند و بهبودی به‌دست آورَد، به‌علت اعتیاد و ناتوانی در ادامهٔ یک شغل، زندگی زناشویی خود را به شدت به خطر انداخت. در خلال سال‌های ۱۹۳۴ و۱۹۳۵ میلادی بیل ویلسون به علت الکلی بودن چندین بار در یکی از بیمارستان‌های نیویورک بستری شد. وی در هنگام بستری بودن در این بیمارستان تحت مراقبت و درمان پزشکی به نام ویلیام سیلک ورث که به علت روش‌های ابتکاری خود در درمان افراد الکلی شهرت داشت قرار گرفت. در نخستین باری که بیل ویلسون در بیمارستان بستری شد دکتر سیلک ورث به وی گفت که الکلی بودن یک بیماری است و نه یک مشکل اخلاقی و نداشتن اراده.
دکتر سیلک ورث بر این باور بود که الکلی‌ها از یک نوع وسوسه فکری و و یار جسمانی همراه با نوعی آلرژی یا حساسیت رنج می‌برند و همین امر باعث می‌شود تا آن‌ها با نوشیدن اولین لیوان مشروب دیگر نتوانند خود را کنترل کنند و بی‌اراده به خوردن مشروب ادامه دهند. برای رهائی از این وضعیت افراد الکلی باید از نوشیدن مشروب کاملاً پرهیز کنند و به هیچ وجه به سراغ الکل نروند. قرار دادن این گونه اطلاعات در اختیار بیل ویلسون از سوی دکتر سیلک ورث ذهن وی را باز کرد و او متوجه شد که چرا با همهٔ تلاش‌هایی که می‌کند، نمی‌تواند جلوی زیاده روی خود را در مشروب خواری بگیرد یا کلاً ازنوشیدن مشروب خودداری کند. پس از مرخص شدن از بیمارستان، بیل توانست برای مدت یک ماه مشروب را ترک کند اما نوشیدن مشروب را بار دیگر از سرگرفت. وی از ماهیت مشکلی که از آن رنج می‌برد مطلع شد اما این آگاهی کافی نبود که وی از نوشیدن مشروب دست بردارد. او هنوز نمی‌دانست که چگونه می‌تواند مشکل خود را حل کند. پی بردن به ماهیت مشکل یا اعتیاد در واقع همان چیزی است که وی آن را اساس و زیربنای قدم اول در برنامهٔ ۱۲ قدم قرار داده است.

### کشف قدم دوم
یک الکلی مزمن دیگر به نام ابی تاچر که از دوستان قدیمی بیل بود، در سال ۱۹۳۴ به دیدن وی رفت. برخلاف انتظار بیل، دوست دائم‌الخمرش این بار پاک و هوشیار بود و نشانه‌ای از مستی در وی دیده نمی‌شد. بیل از وی پرسید چگونه توانسته است مشروب را کنار بگذارد و ابی در پاسخ گفت "من مذهب پیدا کردم." گرچه بیل نمی‌توانست باور کند که خداوند ممکن است به دوست الکلی وی کمک کند تا مشروب را کنار بگذارد اما بعدها دربارهٔ دیدارش با ابی که در واقع نخستین راهنمای وی بود چون توانسته بود پیام بهبودی را به وی برساند این گونه نوشت: "دوست من پیشنهادی را مطرح کرد که در آن زمان به نظرم خیلی جالب و تازه آمد. وی گفت:
چرا تو خود مفهوم خدا را برای خودت انتخاب نمی‌کنی؟ این سخن تأثیر عمیقی در من کرد و کوه یخ هوشمندی مرا که سال‌های دراز در سایه آن زندگی کرده و لرزیده بودم آب کرد و من بالاخره قدم به زیر آفتاب گذاشتم." موضوع انتخاب یک نیروی برتر برای خود، بعدها در قدم دوم برنامه ۱۲ قدم جای گرفت و قرار گرفتن همین مفهوم در قدم دوم نشان می‌دهد که برنامه‌های ۱۲ قدمی به‌جای اینکه ماهیت مذهبی داشته باشند حالت روحانی دارند.
بیل پس از ملاقات با دوستش باز هم به مصرف الکل ادامه داد تا اینکه بار دیگر در بیمارستان بستری شد اما این آخرین باری بود که کار بیل به بیمارستان می‌کشید. بیل در حالی که روی تخت بیمارستان دراز کشیده و با حالتی کابوس مانند به سرنوشت تلخ خود فکر می‌کرد؛ ناگهان به گریه افتاد و با خود گفت اگر خدایی در کار باشد "هر آنچه" و تکرار کرد "هر آنچه" که لازم باشد انجام خواهم داد. پس خدایا خودت را به من نشان بده. پس از این بود که وی حالتی را که از آن با عنوان تجربه روحانی یا به دیگر سخن بیداری روحانی یاد می‌شود تجربه کرد و ناگهان وجود انکارناپذیر خداوند را در زندگی خود احساس کرد. بیل به آخر خط رسیده بود و به همین علت به این واقعیت تن در داد که هیچ قدرتی در مقابل بیماری خود ندارد و برای رهائی از چنگ اعتیاد به الکل به کمک نیرویی برتر از خود نیاز دارد. این پذیرش و اقرار صادقانه همراه با فروتنی برای درخواست کمک از خداوند وی را از فلاکت اعتیاد به الکل نجات داد. این اتفاق در دسامبر۱۹۳۴ میلادی روی داد و از آن پس بیل دیگر لب به مشروب نزد تا اینکه در سال ۱۹۷۱ فوت کرد.

### رساندن پیام بهبودی
بیل با تجربه این معجزه در زندگی، تصمیم گرفت تا به کسان دیگری که از الکل در عذاب بودند کمک کند و همین تصمیم باعث شد تا بذر انجمن الکلی‌های گمنام کاشته شود. تا چند ماه پس از آن بیل این شانس و اقبال را نداشت که بتواند هیچ الکلی را از عذاب الکلی بودن خلاص کند. در این موقع بود که دکتر سیلک ورث به بیل توصیه کرد که ابتدا واقعیت‌ها را به الکلی‌ها بگوید و با این کار ضربه کاری را به آن‌ها وارد کند و بگوید که از یک بیماری رنج می‌برند که توأم با اسارت است و باعث می‌شود تا سرحد جنون یا مرگ مشروب بخورند. دکتر سیلک ورث می‌دانست که الکلی‌ها ممکن است شنیدن این واقعیت تلخ از زبان یک الکلی دیگر را باور کنند. به این ترتیب بود که تجربهٔ بیل در زمینهٔ رساندن پیام به دیگران آغاز شد و امروز میلیون‌ها نفر از الکلی‌ها در حال بهبودی هستند و هوشیاری خود را حفظ می‌کنند.

### تولد انجمن‌های ۱۲ قدم
چند ماه بعد، زمانی که بیل برای کاری تجاری به شهر اکرون در اوهایو رفته بود با مشکلی درکار خود روبرو شد و به این فکر افتاد که لبی تر کند اما به یاد آورد که اگر می‌خواهد از نوشیدن مشروب اجتناب نموده وهوشیاری و بهبودی خود را حفظ کند، باید با یک الکلی دیگر صحبت کند. بیل با مسئولین یک کلیسای محلی تماس گرفت و از آن‌ها پرسید آیا فردی الکلی را می‌شناسند که وی با او صحبت کند. آن‌ها دکتر باب اسمیت را به وی معرفی کردند. طولی نکشید که آن‌ها با یکدیگر ملاقات کردند اما در ابتدا دکتر باب علاقه چندانی به شنیدن حرف‌های بیل نداشت. اما پس از اندکی گفتگو دکتر باب چنان تحت تأثیر دانش و آگاهی بیل دربارهٔ الکلیسم و تمایل وی به بازگو کردن تجربیاتش قرار گرفت که به اولین فرد الکلی تبدیل شد که بر اثر راهنمائی بیل مشروب خواری را کنار گذاشت. این اتفاق در ۱۰ ژوئن سال ۱۹۳۵ میلادی رخ داد و از این روز به عنوان روز پایه‌گذاری و تأسیس انجمن الکلی‌های گمنام یاد می‌شود.

### گسترش ۱۲ قدم
از این روز به بعد بود که بیل و دکتر باب تلاش کردند تا برای کمک به الکلی‌های مزمن یک برنامه ساده تهیه کنند. برنامه‌ای که بر اثر اجرای آن الکلی‌ها به این نتیجه برسند؛ که با تکیه به قدرت اراده شخصی خود نمی‌توانند بر مشکل اعتیاد خود غلبه پیدا کنند. به عقیده آن‌ها افراد الکلی گناهکار نبوده بلکه از داشتن سلامت عقل محروم بوده و دچار نوعی دیوانگی هستند. الکلی‌ها باید بدانند که خودشان نمی‌توانند بر الکل غلبه کنند و برای اینکه از نوشیدن مشروب دست برداشته و هوشیاری خود را به دست آورند؛ باید از کمک یک نیروی برتر و راهنمایی و همکاری الکلی‌های دیگر برخوردار شوند. به همین علت این دو نفر با سر زدن به بیمارستان‌ها تلاش کردند تا الکلی‌های بستری در بیمارستان‌ها را برای اجرای برنامه خود پیدا کنند. آن‌ها با الکلی‌هایی که در بیمارستان‌ها بستری بودند؛ دربارهٔ حقایق و واقعیت‌های مربوط به بیماری شان صحبت کردند. سپس از الکلی‌ها می‌پرسیدند آیا حاضرند بپذیرند که قدرتی بر کنترل مشروب خواری خود ندارند. بعد از این مرحله، از الکلی‌ها می‌خواستند تا با دعا و نیایش به یک نیروی برتر، از وی بخواهند تا سلامت عقل را به آن‌ها بازگرداند. اعتراف فرد الکلی به ناتوان بودن در کنترل مشروب خواری خود، باعث می‌شد تا در تلاش‌هایش برای یافتن راه چاره در درون خود برای بیماریش کاملاً شکست بخورد و درست از همین لحظه است که آمادگی لازم را برای بهبودی پیدا می‌کند.
کارها و فعالیت‌های بیل در شهر اکرون ایالت اوهایو به شکل‌گیری و قطعی شدن دو نکته منجر شد. یکی اینکه یک فرد الکلی برای اینکه از نوشیدن مشروب دست بردارد به همکاری و حمایت با یک الکلی دیگر نیاز دارد. دومین نکته مسئله‌ای است که از آن به عنوان «فقط برای امروز» یا می‌شود: یعنی اینکه اگر یک فرد الکلی بتواند در برابر وسوسه و ویار مشروب خواری یک روز، یک ساعت و حتی یک دقیقه مقاومت کند می‌تواند از نوشیدن مشروب دست بردارد. این دو اصل و مفهوم تا به امروز جزئی از همه برنامه‌های ۱۲ قدمی بوده‌است.
وقتی که بیل و دکتر باب مشروب را ترک کرده بودند؛ در جلساتی که یک جنبش مسیحی در دهه ۱۹۳۰ میلادی در آکسفورد انگلیس برگزار می‌کرد و شمار زیادی از الکلی‌ها برای برطرف‌کردن مشکل خود به این جلسات روی آورده بودند شرکت کردند. با آنکه بیل پس از مدتی از گروه آکسفورد جدا شد اما تکنیک‌ها و ساختار این جلسات در شکل‌گیری و تأسیس الکلی‌های گمنام و برنامه ۱۲ قدم تأثیر فراوانی گذاشت.
در سال ۱۹۳۹ بیل با کمک نخستین ۱۰۰ نفر از الکلی‌هائی که در حال بهبودی بودند «کتاب بزرگ» الکلی‌های گمنام را نوشت. در این کتاب الکلی‌های در حال بهبودی تجربه خود را بازگو کرده‌اند. هدف اصلی این کتاب کمک به الکلی‌ها برای یافتن نیرویی بالاتر از نیروی خودشان است. در این کتاب بیل ویلسون اصول کلی برنامه ۱۲ قدم را که شیوه ای پیشنهادی برای بهبودی از اعتیاد به مشروبات الکلی است؛ تشریح کرده‌است. وی در این کتاب از گروه آکسفورد که الهام بخش وی در نوشتن برنامهٔ ۱۲ قدم بوده تجلیل کرده و در سال ۱۹۵۵ دربارهٔ این گروه چنین نوشت: انجمن الکلی‌های گمنام ایده‌های خود را از اصول حاکم بر گروه آکسفورد همچون تهیه ترازنامه شخصی، اعتراف به ضعف‌های شخصیتی، جبران خسارت های وارد آمده به دیگران و کمک کردن به دیگر الکلی‌های در حال بهبودی، مستقیماً از افکار و اندیشه‌های شومیکر رهبر پیشین این گروه در آمریکا و نه جای دیگری اقتباس کرده‌است. بیل از این گروه در عین حال برای نجات جان خودش نیز قدردانی کرد.

## قدم های دوازده گانه
متن دوازده قدم الکلی های گمنام بر اساس ترجمه رسمی فارسی 
1. ما پذیرفتیم که در مقابل الکل بی قدرت بودیم و زندگی‌مان غیرقابل اداره شده بود.
2. به این باور رسیدیم که نیرویی برتر از خودمان می‌تواند سلامت عقل را به ما بازگرداند.
3. تصمیم گرفتیم که اراده و زندگی‌مان را به مراقبت خداوند، بدان‌گونه که او را درک می‌کردیم، بسپاریم.
4. یک ترازنامه اخلاقی بی‌باکانه و موشکافانه از خود تهیه کردیم.
5. ماهیت دقیق اشتباهاتمان را به خداوند، به خود و به یک انسان دیگر اقرار کردیم.
6. آمادگی کامل پیدا کردیم که خداوند کلیه این نواقص شخصیتی ما را برطرف کند.
7. با فروتنی از او خواستیم کمبودهای اخلاقی ما را برطرف کند.
8. فهرستی از تمام کسانی که به آن‌ها صدمه زده بودیم تهیه کرده و خواستار جبران خسارت از تمام آن‌ها شدیم.
9. به‌طور مستقیم در هر جا که امکان داشت از این افراد جبران خسارت کردیم، مگر در مواردی که اجرای این امر به ایشان یا دیگران زیان مجددی وارد کند.
10. به تهیه ترازنامه شخصی خود ادامه دادیم و هرگاه در اشتباه بودیم سریعاً به آن اقرار کردیم.
11. از راه دعا و مراقبه خواهان ارتقاء رابطهٔ آگاهانه خود با خداوند، بدان گونه که او را درک می‌کردیم شده و فقط جویای آگاهی از ارادهٔ او برای خود و قدرت اجرایش شدیم.
12. با بیداری روحانی حاصل از برداشتن این قدم‌ها، کوشیدیم این پیام را به الکلی های دیگر برسانیم و این اصول را در تمام امور زندگی خود به اجرا درآوردیم.

## دیدگاه برنامه‌های ۱۲ قدمی نسبت به اعتیاد
- برنامه‌های ۱۲قدمی، اعتیاد را به عنوان یک بیماری می‌شناسد. تأکید این برنامه‌ها بر روی تأثیرات بیماری اعتیاد در جسم و روح اشخاصی است که این بیماری در آن‌ها توسعه یافته‌است. نوع مادهٔ مصرفی یا رفتار ویرانگر این اشخاص مد نظر نمی‌باشد. ما زمانی که از اعتیاد رنج می‌بریم به احتمال زیاد ترکیبات مختلفی ازمواد مخدر و همچنین رفتار و عادات ویرانگر را مورد استفاده قرارمی دهیم. برای مثال، ممکن است هروئین مصرف کنیم تا نشئه شویم، قرص بخوریم تا بتوانیم بخوابیم، الکل مصرف کنیم تا آرامش پیدا کنیم و غذا بخوریم تا احساس کرختی کنیم و…. به این ترتیب هریک از مواد یا رفتارهای ویرانگر برای برطرف ساختن بخشی از مشکل مان که بدن ما به‌طور طبیعی قادر به تأمین آن نیست، کمک می‌کند.
- برنامه‌های ۱۲قدمی بر این باورند که سه بُعد انسان بر اثر اعتیاد تحت تأثیر قرار می‌گیرد: جسمی، روانی و روحانی. از عارضه جسمی اعتیاد با عنوان آلرژی یا حساسیت یاد می‌شود که در فرد ایجاد اجبار به مصرف نموده و با وجود عوارض و پی آمدهای ناگوار مصرف الکل و مواد یا رفتارهای ویرانگر در او به کار خود ادامه دهد. عوارض روانی با پدیده‌ای که ویار و وسوسه نامیده می‌شود، همراه است. ناهنجاری روحانی یا معنوی بر اثر خود محوری یا داشتن اتکای بیش از حد به ارادهٔ خود به وجود می‌آید.
- به عنوان مثال در انجمن الکلی های گمنام این جمله در قدم اول (ما اقرار کردیم که در برابر الکل عاجز بودیم و زندگیمان غیرقابل اداره شده بود) به این نکته اشاره دارد که بیماری الکلیسم باعث شده‌است تا ذهن و جسم ما حالت غیرعادی پیدا کند و قدرت انتخاب نداشته باشیم و نتوانیم نوشیدن الکل خود را تحت کنترل درآوریم. جنبه روانی بیماری الکلیسم تحت عنوان دیوانگی یا نداشتن سلامت عقل تعریف شده‌است. نداشتن سلامت عقل موجب می‌شود تا با وجود دانستن اینکه ما نمی‌توانیم با شروع دوباره نوشیدن الکل یا یک رفتار ویرانگر، از آن کار دست برداریم یا با این تصور که این بار نتیجه با دفعات قبل تفاوت خواهد داشت؛ مصرف یا رفتار خود را تکرار می‌کنیم. غیرقابل اداره بودن زندگی که در قدم اول بدان اشاره می‌شود به عواقب و تغییراتی که در زندگی مان ایجاد می‌شود؛ همچون از دست دادن کار، خانواده یا مشکلات قانونی ناشی از اعتیاد اشاره می‌نماید.
- شناخت اعتیاد به عنوان یک بیماری نکته‌ای است که در کلیهٔ برنامه‌های ۱۲قدمی پذیرفته شده و از لحاظ علمی و پزشکی نیز در سراسر جهان به اثبات رسیده‌است. بیشتر روش‌های درمانی که امروزه برای درمان بیماری اعتیاد به کار گرفته می‌شوند؛ براساس برنامه‌های ۱۲ قدمی و موفقیتی است که این برنامه‌ها داشته‌اند.[۳]

## راهنما و رهجو
راهنمائی، بخش حیاتی کمک‌های رایگانی است که در انجمن‌های ۱۲ قدم به ما ارائه می‌شود و در آن یک عضو با تجربه انجمن، یک عضو دیگر را که علاقه به بهبودی از طریق ۱۲ قدم دارد حمایت می‌کند. رابطه بین راهنما و رهجو رابطه‌ای مقدس و معنوی است که برای هر دو طرف سودمند است. راهنما در واقع مهم‌ترین ابزاری است که در اختیار تازه واردین به برنامه ۱۲ قدم قرار دارد. بدین وسیله می‌توان برای دریافت حمایت در برنامه بهبودی و عمل کردن به ۱۲ قدم به وی مراجعه کرد.
راهنما یک فرد با تجربه در حال بهبودی در انجمن است که مسئولیت راهنمائی یک معتاد دیگر را که اغلب تازه‌وارد است و رهجو نامیده می‌شود بر عهده می‌گیرد تا اینکه با کارکرد ۱۲ قدم در راستای بهبودی قدم بردارد. رابطه میان راهنما و رهجو رابطه‌ای داوطلبانه و غیررسمی و براساس اصول و ماهیت برنامه‌های ۱۲ قدم است که صرفاً بر اساس تبادل تجربیات و نیرو و امید اعضای انجمن به یکدیگر انجام می‌شود. اصول راهنمائی به بهترین شکل ممکن درقدم دوازدهم تشریح شده‌است و به ما پیشنهاد می‌کند تا پیام بهبودی را به معتادان دیگری که در عذاب هستند منتقل کنیم. «با بیداری روحانی حاصل از برداشتن این قدمها، ما کوشیدیم این پیام را به دیگر (معتادان یا الکلی‌ها) برسانیم و این اصول را در تمام امور زندگی خود به اجرا درآوردیم.»
برخی از مواردی که یک راهنما می‌تواند در راستای بهبودی شما انجام دهد از قرار زیر است:
- راهنمایی کارکرد قدم‌ها
- ایجاد تعلق به انجمن
- حمایت در مواقع بحرانی
- ظرفیت سازی اعتماد
- تمرکز روی بهبودی
- الگو شدن در بهبودی
- ارائه یک رابطه سالم[۴]